# Ha-Joon Chang

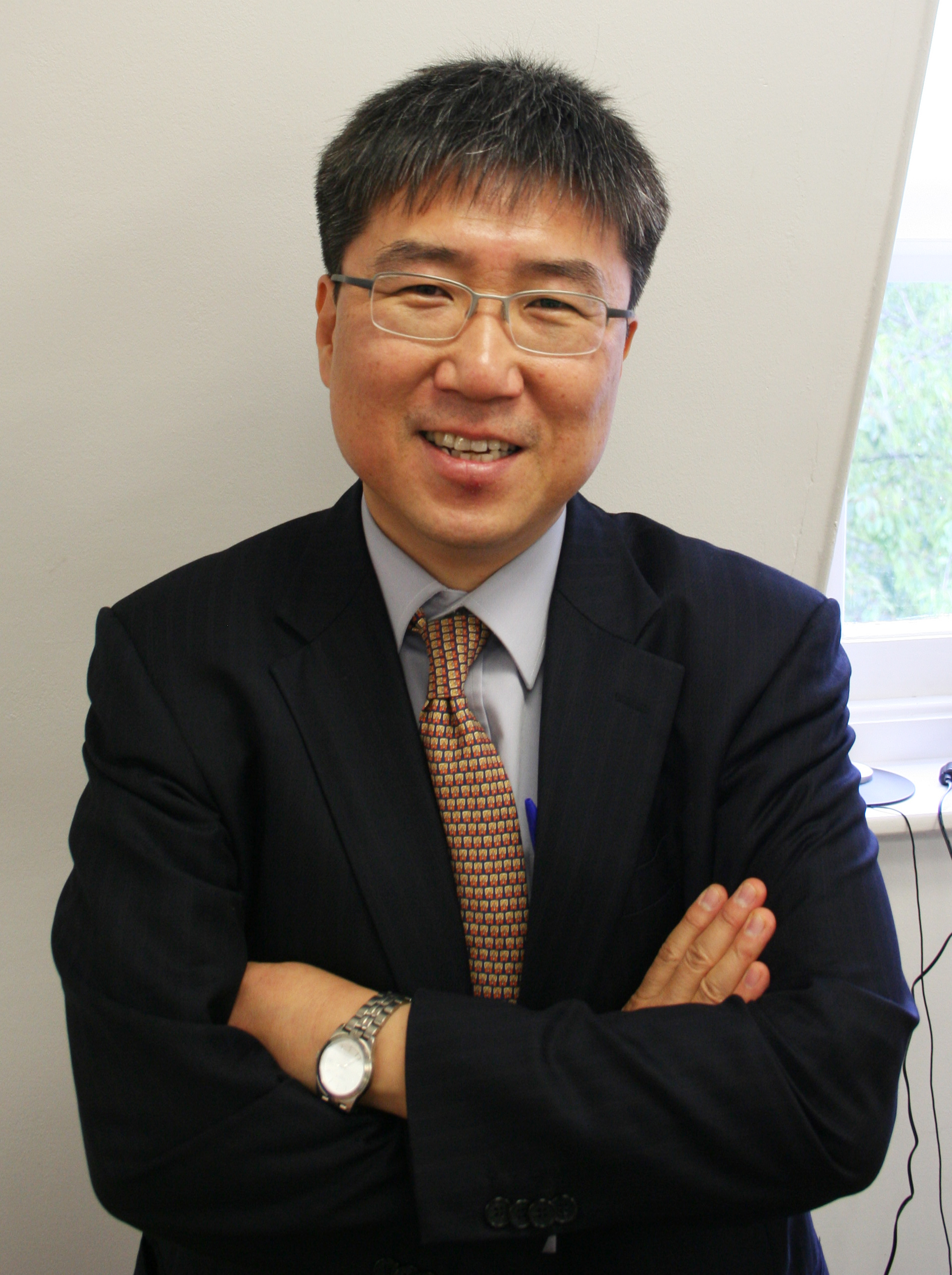
Ha-Joon Chang

Ha-Joon Chang (7 oktober 1963) is een Zuid-Koreaans econoom en auteur, werkzaam als docent in de ontwikkelingseconomie aan de Universiteit van Cambridge. Hij is een van 's werelds vooraanstaande heterodoxe economen, en vooral bekend door zijn theoretische verdediging van protectionisme als economisch beleid en zijn kritieken op neoliberalisme. Hij is ook werkzaam geweest voor UNCTAD en ILO en als adviseur voor Oxfam, evenals vele andere niet-gouvernementele organisaties. Hij is winnaar van twee vooraanstaande economische prijzen en zit in de redactie van tien verschillende wetenschappelijke tijdschriften.
In november 2010 verscheen bij Nieuw Amsterdam uitgevers  de vertaling van 23 Things They Don't Tell You About Capitalism (23 dingen die ze je niet vertellen over het kapitalisme). 
Vier jaar later verscheen bij dezelfde uitgever Economie: de gebruiksaanwijzing, de vertaling van Economics: the User's Guide. In dat boek rekent hij af met een aantal vooroordelen die in/over economie bestaan. Bijvoorbeeld het idee dat industriële productie niet meer zo belangrijk is tegenwoordig (vergeleken met de dienstensector en de "kenniseconomie"). Een heel belangrijk element in het boek is dat de auteur uitgebreid aandacht besteed aan economische theorieën die afwijken van de mainstream neo-klassieke theorie in het hoofdstuk 'Laat honderd bloemen bloeien'. 

## Publicaties
- The Political Economy of Industrial Policy. Londen 1994.
- Chang & Nolan (eds.). The Transformation of the Communist Economies - Against the Mainstream. Londen 1995.
- Chang & Rowthorn (eds.). The Role of the State in Economic Change. Oxford 1995.
- El Papel del Estado en el Cambio Económico. Mexico City 1996.
- Chang, Castro & Burlamaqui (eds.). Institutions and the Role of the State. Aldershot 2000.
- Chang, Palma & Whittaker (eds.). Financial Liberalisation and the Asian Crisis. New York, NY 2001.
- Chang & Stiglitz (eds.). The Rebel Within: Joseph Stiglitz and the World Bank. Londen 2001.
- Kicking Away the Ladder – Development Strategy in Historical Perspective. Londen 2002.
- Globalization, Economic Development and The Role of the State. Londen 2003.
- Chang, Ha-Joon & Shin Jang-Sup, Restructuring Korea Inc. Londen 2003.
- Chang, Ha-Joon & Green, Duncan. The Northern WTO Agenda on Investment – Do as We Say, Not as We Did. Londen 2003.
- Chang (ed.). Rethinking Development Economics. Londen 2003.
- Chang & Amann (eds.). Brazil and South Korea: Economic Crisis and Restructuring. Londen 2004.
- Chang, Soludo & Ogbu. The Politics of Trade and Industrial Policy in Africa: Forced Consensus?. Trenton, NJ 2004.
- Gae-Hyuck Ui Dut. Seoul 2004 (The Reform Trap), Bookie, (collection of essays in Korean).
- Chang, Ha-Joon & Grabel, Ilene. Reclaiming Development – An Alternative Economic Policy Manual. Londen 2004.
- Why Developing Countries Need Tariffs - How WTO NAMA Negotiations Could Deny Developing Countries' Right to a Future. Oxford 2005.
- Chang, Ha-Joon & Jeong, Seung-Il. Kwe-Do Nan-Ma Hankook-Kyungje. (Cutting the Gordian Knot – An Analysis of the Korean Economy) Bookie, Seoul, 2005 (in Korean) (co-author: Seung-il Jeong) ISBN 978-8985989831
- The East Asian Development Experience – The Miracle, the Crisis, and the Future. Londen 2006.
- Bad Samaritans – Rich Nations, Poor Policies, and the Threat to the Developing World. Londen 2007.
- Chang (ed.). Institutional Change and Economic Development. Tokyo 2007.
- 23 Things They Don't Tell You About Capitalism (Penguin Books Ltd; 2010) ISBN 978-1608191666. Nederlandse vertaling: 23 dingen die ze je niet vertellen over het kapitalisme (Nieuw Amsterdam 2010). ISBN 9789046809310.
- Chang, Ha-Joon (2014a). Economics: The User's Guide. Pelican Books, London. ISBN 9780718197032.
  - Nederlandse vertaling:  Chang, Ha-Joon (2014b). Economie: de gebruiksaanwijzing. Nieuw Amsterdam, Amsterdam. ISBN 9789046814185.